# 慕尼黑電視與電影大學
慕尼黑電視與電影大學（德語：Hochschule für Fernsehen und Film München，简称）是德国慕尼黑的一所公立电影学校。该校1966年由巴伐利亚州政府设立。该校是德国最有声誉的电影学校之一，学员约有350名。2010年迁往新地址。2007年举办了40周年校庆。

## 著名校友
- Byambasuren Davaa
- Florian Henckel von Donnersmarck
- Doris Dörrie
- Uli Edel
- Bernd Eichinger
- 罗兰·艾默里奇
- 佛罗瑞·加仑伯格
- Katja von Garnier
- 米卡·考里斯迈基
- Caroline Link
- 维姆·文德斯
- Sönke Wortmann